# Slädhund

Slädhundar i Alaska

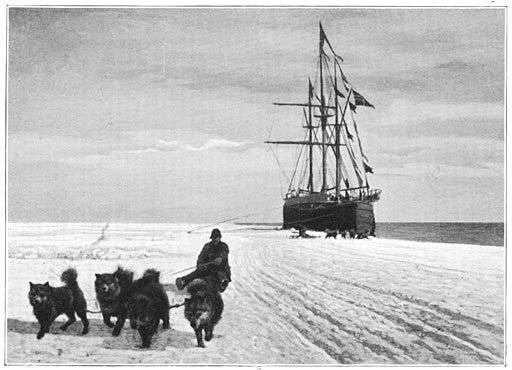
Hundspann i Roald Amundsens Antarktisexpedition

Slädhund, draghund eller spannhund är en hund som används för att dra en släde, specialvagn, cykel med mera. Oftast är det speciella raser som är uthålliga och som uthärdar kyla.

## Historik
Var och när hundar för första gången användes för att dra en släde, är inte känt. Troligtvis var det ursprungsbefolkningen i Mongoliet och östra Sibirien som hade en lång tradition med resor under vintern.
De typiska slädhundar som man känner idag uppkom ungefär 100 före Kristus bland olika folkgrupper i arktiska regioner.[källa behövs] Raserna har fått sitt namn efter ursprungsområdet. Hundar från Sibirien fick namnet siberian husky och folkgruppen Mahlemuites hundar benämndes alaskan malamute. Den senare rasen används i Alaska ofta vid slädhundstävlingar. En typisk alaskan malamute är cirka 70 centimeter hög och väger omkring 45 kilogram. Den har grov överpäls samt tät och mjuk underpäls. Vissa hundförare (mushers) föredrar hundar av blandras och även under guldrusherna i Alaska var de mycket talrika.

## Egenskaper som krävs för slädhundar
Slädhundar som har de optimala förutsättningarna kan dra en släde över 200 kilometer under ett dygn. Den mentala kompetensen beskrivs oftast med engelska "desire to go", som betyder att djuret fortsätter att röra sig under hårda krav för kroppen och under hårda klimatiska omständigheter. Trots att hundarna står under stress måste de förstå slädförarens kommando och hitta den rätta vägen. Under korta tävlingar når slädhundar en genomsnittlig hastighet från 30 till 35 kilometer i timmen. Under hela vintern rör de sig upp till 10 000 kilometer. Samtidigt behövs ett utpräglat socialt beteende, en mindre känslighet för smärta och ett starkt cirkulationssystem för att utstå de stora ansträngningarna trots mindre tillgång till föda.

## Sammansättning av ett slädhundsteam

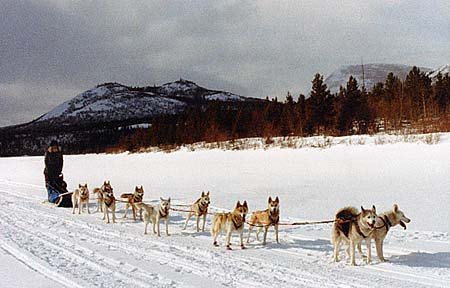
Slädhundar på en frusen sjö i Yukon.

Ett slädhundsteam består vanligtvis av 2 till 18 hundar. Idag används huvudsakligen spann med "nomeanspänning". Detta innebär att varje hund är kopplad till en centrumlina som löper hela vägen från släden fram till ledarhundarna. Inuiter använder även en lina för varje hund som alla är fästa vid samma ställe. Bland hundarna skiljs positionerna lead (ledarhunden/hundarna), point (går bakom ledarhunden/hundarna), wheel (direkt framför släden), och swing /team (resterande hundar mellan wheel och point).
De högsta kraven ställs på ledarhunden/hundarna som bestämmer teamets hastighet och kommunicerar med föraren.
Dessutom måste de självständigt hitta den rätta vägen så att föraren bara behöver ingripa i nödfall. Det är förundransvärt att det finns så bra orienterings- och minnesförmåga bland ledarhundarna. Ofta känner de igen vägar som de gick några år tidigare.   
Som wheelhundar används ofta de hundar som är starkast på grund av att deras dragkraft inte ska överföras över längden av hela linan, som ibland är tjugo meter lång. Det är särskilt viktigt i trånga och kurviga sträckor därför att de hundar som är i mitten av spannet inte ska stöta på hinder som står i vägen. Dessa wheelhundar måste inte ha några särskilda mentala egenskaper, utom viljan att springa. Som wheelhundar används ofta hundar som är i utbildning eller hundar som ibland går egna vägar. Det undviks genom dragkraften av hundarna som går längre fram i teamet. 
Slädhundar känner i allmänhet sin position i spannet och de är även i detta hänseende vanedjur. För hundar som används mycket intensivt är det ibland nyttigt att byta plats på de hundar som löper bredvid varandra, även när hundarna inte tycker om detta. Byten leder till en jämnare belastning av hundarnas kropp på grund av att de alltid går lite snett i den formation som har beskrivits. En ojämn belastning ser man genom att pälsen blir glesare på vissa ställen eller även att de får sår.

## Slädhundtävlingar som sport
Huvudartikel: Draghundssport

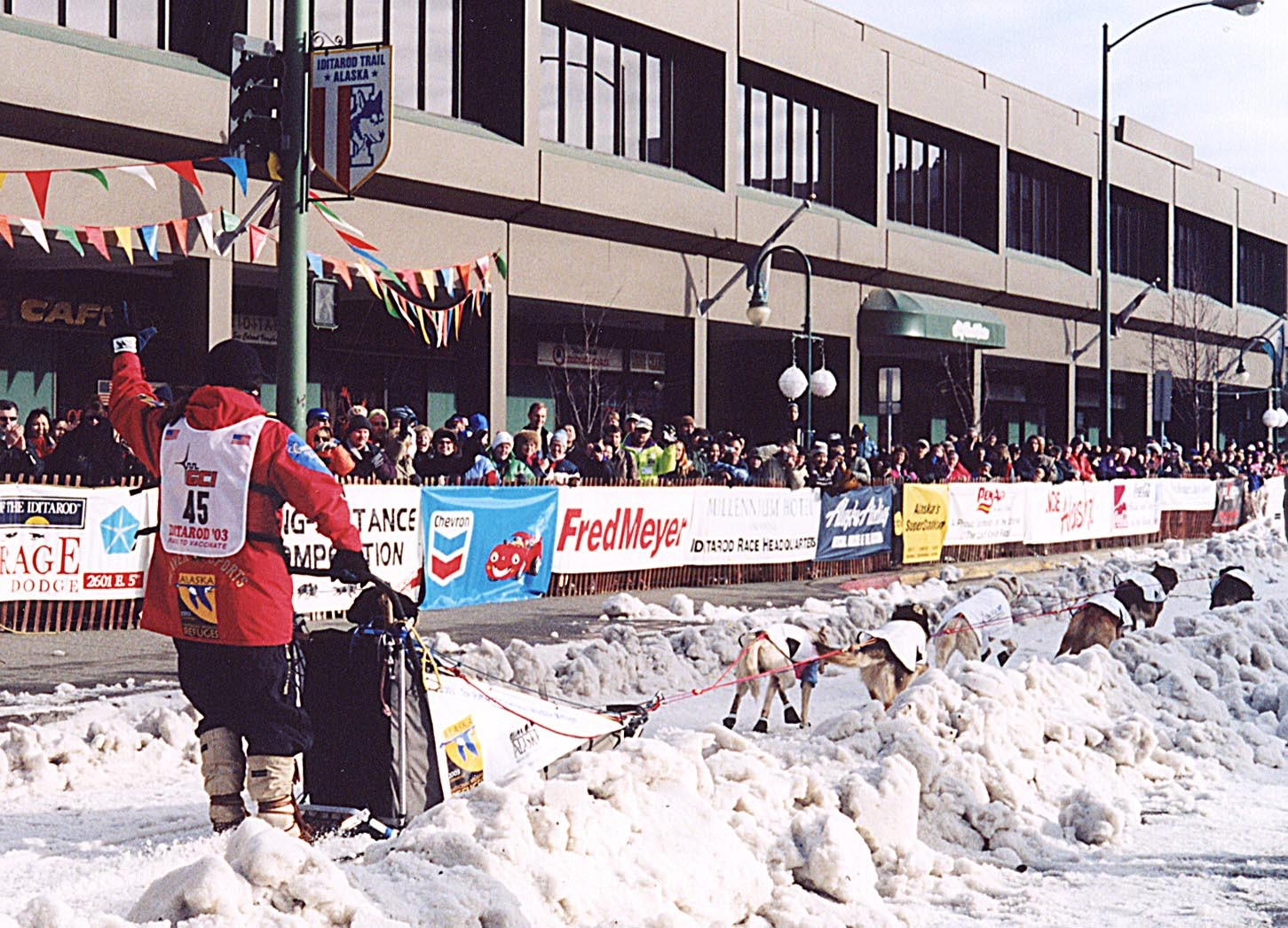
Start till tävlingen Iditarod

År 1925 blev slädhunden Balto internationellt uppmärksammad. Hunden ledde ett slädspann över is, över snö och i snöstorm med viktig medicin i bagaget för att hjälpa staden Nome i Alaska att undkomma en difteriepidemi. För att minnas den händelsen tillkom slädhundtävlingen "Iditarod" 1973. Tävlingen går över 1.860 kilometer genom vildmark och fjäll samt över havsis och i hårda vindar. Sedan denna tid är liknande tävlingar både i Nordamerika och i Europa populära.
I Europa finns det nu många föreningar där personer som tävlar med slädhundar är organiserade. Man indelar slädhundstävlingar i vagntävling och slädtävling.
Vagntävlingar har mer träningskaraktär. Vagnarna har ibland tre hjul, men oftast fyra. Vagnarna är mycket olika konstruerade men vid alla står slädledaren på vagnens bakre del eller springer bredvid och skjuter på. De flesta europeiska musher måste på grund av klimatförhållandena köra med vagn istället för släde. 
Den mest kända och viktigaste tävlingsarten är tävlingar med släde. Bland dessa skiljs liksom inom idrotten sprintertävlingar, medeldistans- och långdistanstävlingar. Kategoriindelningen skiljer sig från region till region. Några tävlingar som i Skandinavien och USA räknas som sprint betecknas i mellersta Europa som medeldistans. 
Till de mest kända långdistanstävlingarna räknas den redan nämnda Iditarod i Alaska och tävlingen Yukon Quest i Alaska och Kanada. Båda tävlingarna sker under hårda klimatförhållanden och är när man betraktar dem från sportlig aspekt på gränsen för vad man orkar. Till viss del är de jämförbara med extrembergsbestigning. 
En annan tävling som inte är lika krävande som de tidigare nämnda är Finnmarksløpet i norra Norge. Denna tävling sker varje år i början av mars och är uppdelad i två kategorier. Den första är med åtta hundar i teamet och går över 500 kilometer, den andra med fjorton hundar och över 1000 kilometer.  Även denna tävling kräver stora ansträngningar av alla deltagare.

## Slädhundar vid erövringen av polerna
Slädhundar hade en betydande roll vid erövringen av Nord- och Sydpolen. Roald Amundsen använde dem mycket skickligt medan Robert Falcon Scott bara hade begränsad kännedom om dessa djur, vilket bidrog till att Amundsen kom först till Sydpolen. 
Fördelen med slädhundarna är att de bara behöver enkel föda. De kan utfodras med kött av djur som finns på platsen, så att man inte måste bära med något för dem. Roald Amundsen gick under sin expedition ett steg längre. Han dödade några hundar som han inte längre behövde och gav dem som föda åt de andra. 
Medan slädhundarna fortfarande används i Arktis, är de sedan 1994 förbjudna i Antarktis. I Antarktisfördraget (tydligare Protocol on Environmental Protection to the Antarctic Treaty) bestämdes att de som icke inhemsk djurgrupp måste lämna kontinenten före den 1 april 1994. De behövdes inte heller längre på grund av den välfungerande snöskotern. Kort innan man förde bort de sista slädhundarna från kontinenten gjordes en minnesexpedition med dessa. Expeditionsberättelsen från denna expedition slutar med ett citat från Helmer Hanssen, som var ansvarig för slädhundarna i Roald Amundsens team:
"Dogs like that, which share man's hard times and strenuous work, cannot be looked upon merely as animals. They are supporters and friends. There is no such thing as making a pet out of a sledge dog; these animals are worth much more than that."

## Typiska slädhundraser
- Grönlandshund
- Alaskan malamute
- Siberian husky
- Samojedhund
- Alaskan husky
- Europeisk slädhund